# カムルチー
カムルチー（朝鮮語：가물치、学名 Channa argus）は、スズキ目・タイワンドジョウ科に分類される魚の一種。東アジアに分布する肉食性の大型淡水魚である。「カルムチー」は誤り。
日本や中央アジアなどにも移入され、分布を広げている外来種である。日本では同属のタイワンドジョウやコウタイと共に、ライギョ（雷魚）、ライヒー、タイワンなどとも呼ばれる。

## 特徴
成魚は全長30-80センチメートルほどで、大型個体は1メートルに達する。前後に細長い円筒形をしている身体の体色は黄褐色-緑褐色で、体側には円形の黒っぽい斑紋が2列に並ぶ。口は大きく、下顎が上顎よりも前に突き出ており、鋭い歯が並ぶ。同属の類似種タイワンドジョウは体側の斑紋が3列に並ぶことがあり、斑紋も細かく不定形なので、区別できる。
他のタイワンドジョウ科の魚と同様に鰓の上部に上鰓器官を持ち、口から空気を直接吸いこんで酸素を取りこむことができる。この特徴により、溶存酸素の少ない環境下でも生存できる。しかし、刺し網などに掛かり空気を取り込めないと溺死する。

### 分布
アムール川以南のロシア沿海地方から、朝鮮半島・中国まで分布する。亜種に中国・朝鮮半島南西部が原産地の中国亜種 C. a. argus と、沿海地方が原産地のアムール亜種 C. a. warpachowskii がいる。
日本にいるのは中国亜種で、1923年-1924年頃に、朝鮮半島から奈良県に持ち込まれて以降、全国に持ち出された。導入当時には「チョウセンナマズ」とも呼ばれており、標準和名「カムルチー」も本来は朝鮮語での呼称（가물치、gamulchi / kamulch'i）である。アメリカなどにも移入されている。アムール亜種もウズベキスタン、カザフスタンにあるアラル海沿岸の川などに移入され、定着している。それぞれの移入先では、生態系に大きな影響を与えているといわれる。

### 生態
池、湖沼、川の流れがゆるい中下流域など、水草が多い止水域に生息する。空気呼吸ができるため、溶存酸素量が少ない劣悪な水環境でも生存できる。
食性は肉食性で、昆虫類、甲殻類、他の魚類、カエルなど水生動物ときには水鳥の雛やネズミや蛇などの小動物など幅広く捕食する。水温が18℃を超えると捕食を行うようになり、20℃以上で活発に活動する。一方、水温が15℃以下では捕食をしなくなり、冬眠状態に入る。
繁殖期は夏で、オスメスが水面に水草などを集めてドーナツ形の巣を作る。巣は直径1mに達することもあり、巣の中心部に産卵が行われる。産卵後もオスメスは巣の下に留まり、卵と稚魚を保護する。孵化した仔魚は卵黄を消費するまで巣内に留まるが、やがて泳ぎだして親魚の保護のもとで群れを作る。稚魚は成長につれて群れを離れ、単独で生活するようになる。生後2年、全長30センチメートルほどで性成熟する。寿命は文献上不明である。
日本では一時期増えて在来魚や水鳥に大きな影響を与えていたが、近年はブラックバスとの競合や生息環境の悪化により、九州以外の地域では個体数が減っている。

## 人間との関係
分布域各地で食用にされ、中国や朝鮮半島では広く養殖が行われている。ただし、有棘顎口虫という寄生虫の中間宿主なので、刺身などで生食すると顎口虫症の危険がある。また、歯も鋭いので、生体の取り扱いには十分な注意が必要である。
食材としては淡白な白身魚で、小骨も少なく、日本人にも食べやすい。中国ではスープの他にも土鍋煮込み、炒め物などにされる。カムルチーは中国語で「黒魚」（ヘイユー、hēiyú）と呼ばれることが多いが、広東語では「生魚」（サーンユー、saang1yu2）と呼ばれており、標準的な中国語で刺身を意味する「生魚片」（ションユーピエン、shēngyúpiàn）と混同しやすい。
食用以外に釣りの対象魚ともなっている。ルアー釣り以外にも、日本ではカエルを針につけてカムルチーや、ナマズを狙う「ポカン釣り」という技法がある。また、斑紋のあるニシキヘビのような体色から、観賞魚として飼育する人もいる。東南アジアで養殖された白変個体やアルビノ個体も観賞用に流通している。

## 外来種問題
日本でのカムルチーの定着は北海道から九州までの広い範囲にわたり、人為的な放流によるものと推測されている。
大型肉食魚なので、淡水域の動物相（魚類、カエル類、無脊椎動物）に影響を与えるとされ、日本をはじめとした移入先各地では駆除も進められている。
日本では外来生物法によってかつて要注意外来生物に指定されていたが、このリストは平成27年3月26日をもって発展的に解消されている。現在は環境省より生態系被害防止外来種リストが発表されているが、このリストにカムルチーは指定されていない。したがって、生態系に被害を及ぼす生物ではないと現在は判断されている。しかし、北海道、群馬県、愛知県、滋賀県、山口県、長崎県では漁業調整規則にもとづき、移植禁止の措置がとられている。アメリカでは輸入と州間の移動が法律で禁止されており、イギリスでは保有と放流は許可がなければ原則として不可能となっている。
ただし、河川や湖沼の改修工事などによって水草の多い止水域が減少した地域では、巣材を確保できずに繁殖不全に陥り、個体数を減らしている所もある。